# Dryops brevitarsus
Dryops brevitarsus is een keversoort uit de familie ruighaarkevers (Dryopidae). De wetenschappelijke naam van de soort werd in 1906 gepubliceerd door Antoine Henri Grouvelle.